# 丝绸之路国际电影节
丝绸之路国际电影节（英語：Silk Road International Film Festival，SRIFF）是由国家电影局指导，中央广播电视总台、陕西省人民政府、福建省人民政府主办的以“一带一路”沿线国家为参与主体的国际电影节，是中国继上海国际电影节、北京国际电影节之后创办的第三个大型国际性电影节，自2014年开始每年举办一次，由西安和福州这两座丝绸之路城市轮流举办，集电影评奖、电影论坛、电影展映、电影市场于一体，第二届起设“金丝路”传媒荣誉单元，第八届起设立“金丝路奖”主竞赛单元评奖活动。

## 历届概况
| 届数 | 举办日期                    | 举办地 | 主题                       | 评委会主席      | 形象大使   | 青年大使       | 其他 |
| ---- | --------------------------- | ------ | -------------------------- | --------------- | ---------- | -------------- | --- |
| 1    | 2014年10月20日-25日         | 西安   | 影动丝路 星耀长安          |                 | 闫妮       |                | |
| 2    | 2015年9月22日-26日          | 福州   | 丝路通天下 光影耀福州      |                 | 成龙       |                | |
| 3    | 2016年9月19日-23日          | 西安   | 发展中的电影，多样性的文化 | 黄建新          | 成龙       | 吴亦凡         | - 推广大使：张靓颖 |
| 4    | 2017年11月28日-12月3日      | 福州   | 丝路通天下 光影耀福州      | 黄健中          | 成龙、姚晨 |                | - 宣传大使：沈腾、景甜 - 创投大使：王祖蓝 - 青年电影代表：黄子韬、关晓彤                                                                                               |
| 5    | 2018年10月8日-13日          | 西安   | 新时代·新丝路·新视界       | 谢飞            | 成龙       | 景甜           | - 宣传大使：吴磊 - 推广大使：张嘉益 |
| 6    | 2019年10月15日-20日         | 福州   | 光影熠福，丝路扬帆         | 陈凯歌          | 陈凯歌     | 黄景瑜         | |
| 7    | 2020年10月11日-16日         | 西安   | 丝路连接世界，电影和合文明 | 阿斯哈·法哈蒂   | 张嘉益     | 周冬雨         | |
| 8    | 2021年12月8日-12日          | 福州   | 丝路通天下 光影耀福州      | 黄建新          |            | 龚俊           | |
| 9    | 2022年12月30日-2023年1月3日 | 西安   | 丝路通世界 光影耀长安      | 刁亦男          | 吴京       | 陈飞宇、张子枫 | - 宣传大使：张雨绮 - 丝路电影推广大使：莫妮卡·贝鲁奇、玛丽亚·格拉琪亚·古奇诺塔、别里克·艾特占诺夫 - 亲善大使：周也 - 青年短片展映大使：陈若轩 - 青年短片宣传大使：徐娇 |
| 10   | 2023年9月23日-27日          | 福州   | 汇聚世界力量 讲好丝路故事  | 甄子丹          | 吴京       | 王鹤棣、周也   | - 志愿者推广大使：黄明昊 |
| 11   | 2024年9月21日-25日          | 西安   | 丝路通世界 光影耀长安      | 克里斯蒂安·蒙吉 | 甄子丹     | 刘浩存、魏晨   | - 文化大使：闫妮 - 宣传大使：张钧甯 - 展映大使：苗圃 |

## 历届获奖名单

### 第一届
| 獎項            | 獲獎名單 |
| 第1届（2014年） | |
| 最佳故事片      | 《百鸟朝凤》(中国)、《画皮Ⅱ》(中国)、《瓦西里撒》(俄罗斯)、《卡迦瑞娅》（印度）、《竹花》(菲律宾)、《十字路口》（土耳其）、《彼岸的幸福》（格鲁吉亚）、《札比鼓》（乌兹别克斯坦）、《老人》（哈萨克斯坦）、《玛利亚姆》（叙利亚）、《寂寞之音》（亚美尼亚）、《瞄准线》（约旦）、《库尔曼江 达特卡》（吉尔吉斯斯坦）、《爸妈不在家》（新加坡）、《随风而逝》（韩国）、《顺流而下》（阿塞拜疆）、《铁血一千勇士》（哈萨克斯坦）、《留守家园》（亚美尼亚）、《巴尔克里希纳山姆》（尼泊尔）、《红龙》（伊朗） |
| 最佳纪录片      | 《考鼓记》(中国)、《来自天堂的香气》（印度尼西亚）、《拜提尔》（巴勒斯坦）、《徐葆光眼中的琉球 册封与琉球》（日本）、《沉醉葡萄酒》（格鲁吉亚） |
| 最佳国际短片    | 《铁轨冬日》(土耳其)、《灯塔》(阿塞拜疆)、《魔鬼的精神》(俄罗斯)、《小转轮》(尼泊尔)、《寻找天伦》(尼泊尔) |

### 第二届
| 獎項           | 獲獎名單                                                               |
| 第2届 （2015） |                                                                        |
| 最佳故事片     | 《解救吾先生》（中国）、《木偶综合症》（俄罗斯）、《绿地黄花》（越南） |
| 最佳纪录片     | 《地层深处》（中国）                                                   |
| 最佳动画       | 《西游记之大圣归来》（中国）                                           |
| 最佳男演员     | 刘德华《解救吾先生》（中国）                                           |
| 最佳女演员     | Swara Bhaskar（印度）                                                  |

### 第三届
| 獎項           | 獲獎名單                                                                 |
| 第3届 （2016） |                                                                          |
| 最佳故事片     | 《血狼犬》（中国）、《金钱的诱惑》（美国、西班牙）、《大唐玄奘》（中国） |
| 最佳纪录片     | 《我们诞生在中国》                                                       |
| 最佳动画片     | 《小门神》                                                               |
| 最佳男演员     | 卡尔·韦尔多内                                                            |
| 最佳女演员     | 杰丝·维克斯克（美国）                                                    |

### 第四届
| 獎項             | 獲獎名單                                                           |
| 第4届 （2017）   |                                                                    |
| 最佳故事片       | 《推销员》（伊朗）、《小小港湾》（斯洛伐克）、《德国往事》（德国） |
| 最佳纪录片       | 《一带一路（系列）》                                               |
| 最佳动画片       | 《越冬的露易丝》（法国）                                           |
| 最佳男演员       | 成龙（中国）                                                       |
| 最佳女演员       | 克里斯汀·斯科特·托马斯（英国）                                     |
| 推荐委员会特别奖 | 《时间去哪儿了》                                                   |

### 第五届
| 獎項           | 獲獎名單                                                                                       |
| 第5届 （2018） |                                                                                                |
| 最佳故事片     | 《我不是药神》（中国）、《羞辱》（黎巴嫩、比利时、塞浦路斯、法国、美国）、《第十二人》（挪威） |
| 最佳纪录片     | 《黄河尕谣》（中国）                                                                           |
| 最佳动画       | 《萌犬流浪记》（韩国）                                                                         |
| 最佳男演员     | 雅库布·吉尔萨                                                                                  |
| 最佳女演员     | 达沙·普拉蒂（乌克兰）                                                                          |
| 评委会特别荣誉 | 《暂时困难》（俄罗斯）                                                                         |